# Birgitte Hjort Sørensen
Birgitte Hjort Sørensen (Hillerød, 16 de janeiro de 1982) é uma atriz dinamarquesa. Ela foi nomeada para três prêmios Robert e um prêmio Bodil, sendo mais conhecida por seus papeis em The Eagle (2005) e como a jornalista Katrine Fønsmark em Borgen (2010-2013).
Sørensen interpretou a musa de Andy Warhol, Ingrid na série de televisão de Martin Scorsese na HBO, Vinyl (2016). Na última parte do mesmo ano, ela estreou na Broadway na peça Les Liaisons Dangereuses.

## Vida pregressa
Sørensen nasceu em Hillerød em 16 de janeiro de 1982. Ela cresceu em Birkerød. Seus pais são médicos e ela tem duas irmãs mais velhas. Sua educação inicial foi na Escola Bistrup em Birkerød e no Ginásio Øregård em Hellerup. Neste último, ela foi presidente do conselho estudantil e editora da revista da escola. Sørensen decidiu no início da adolescência não seguir os passos dos pais em seguir uma carreira na medicina após uma experiência de trabalho com sua mãe em uma enfermaria geriátrica. Ela comentou: "Ser recebida com esse número de pessoas que não conseguem mais ir ao banheiro ou comer sozinhas foi traumatizante. Eu vivi muito com a miséria delas."
Durante uma viagem escolar para Londres aos 19 anos, ela assistiu à produção do musical Chicago no West End, o que a motivou a se tornar atriz. Sørensen falou sobre a experiência em uma entrevista para o The Guardian, "Foi tão incrível e sexy, e eu sentei lá pensando, 'Eu quero estar naquele palco um dia.'". Sua motivação foi solidificada por sua participação em um musical escolar organizado pelo Teatro Gladsaxe, que proporcionou uma introdução ao teatro musical. Ela continuou seus estudos na Escola Nacional Dinamarquesa de Artes Cênicas, período em que Sørensen fez sua estreia como atriz em 2005 como recepcionista na série de televisão The Eagle. A escola proibia seus alunos de terem empregos, então Sørensen fingiu estar doente para aparecer no programa de televisão. Dois anos depois, ela desempenhou o papel principal de Roxie Hart na produção de Chicago de 2007 no Det Ny Teater em Copenhagen. O musical foi aclamado pela crítica e se tornou uma produção teatral dinamarquesa de maior bilheteria do ano. Por sua performance, ela recebeu um prêmio Reumert. Sørensen então reprisou o papel na produção do West End em 2008 no Cambridge Theatre.

## Carreira
Em 2010, ela fez sucesso ao interpretar a jornalista idealista Katrine Fønsmark no drama político fictício Borgen, que traçou a ascensão da primeira mulher primeira-ministra da Dinamarca. Para se preparar para o papel, ela passou um verão treinando com equipes de notícias de televisão e repórteres. Sørensen recebeu elogios da crítica por interpretar uma forte protagonista feminina na série, além de reconhecimento internacional, especialmente no Reino Unido. Na terceira temporada da série, Sørensen recebeu uma indicação ao Prêmio Robert de Melhor Atriz em Papel Principal (Televisão). Ela também recebeu sua primeira indicação ao Prêmio Robert de Melhor Atriz por interpretar a secretária de um psicólogo criminal no filme de ação Ved verdens ende (2009), com Nikolaj Lie Kaas e Nikolaj Coster-Waldau. Em 2012, Sørensen interpretou a pintora Marie Krøyer no filme biográfico The Passion of Marie, que lhe rendeu a segunda indicação de Melhor Atriz no Robert Awards. No ano seguinte, ela apareceu como Virgilia na peça Coriolanus com Tom Hiddleston no Donmar Warehouse, Londres.
Em 2015, Sørensen apareceu no episódio "Hardhome" da série dramática de fantasia da HBO Game of Thrones interpretando Karsi, uma chefe selvagem. No mesmo ano, ela estrelou com Anna Kendrick na sequência de comédia musical A Escolha Perfeita 2 como Kommissar, a líder de um grupo rival alemão a cappella. Ela também foi indicada ao Prêmio Bodil de Melhor Atriz Coadjuvante por sua atuação em Someone You Love, no qual interpretou uma mãe que sofre de dependência química.
Sørensen interpretou a musa de Andy Warhol, Ingrid, na série de televisão da HBO de Martin Scorsese, Vinyl (2016). Na última parte do mesmo ano, ela fez sua estreia na Broadway na peça Les Liaisons Dangereuses. Ela reprisou seu papel como Katrine Fønsmark em Borgen em 2022, quando a série retornou para uma quarta temporada na Netflix.

## Vida pessoal
Ela está em um relacionamento com o escritor e produtor de televisão Kristian Ladegaard Pedersen. Eles se conheceram quando ela fez um teste para um papel como apresentadora de televisão e têm duas filhas.

## Filmografia

### Filmes
| Ano  | Título                               | Papel                          | Idioma      | Notas                                                       | Ref           |
| ---- | ------------------------------------ | ------------------------------ | ----------- | ----------------------------------------------------------- | ------------- |
| 2006 | Tre Somre                            | Nanna                          | Dinamarquês | Curta-metragem Título em inglês: Three Summers              | [ 41 ]        |
| 2007 | Canoe                                | The girl                       | Dinamarquês | Curta-metragem                                              | [ 42 ]        |
| 2007 | Crush                                | Lotte                          | Dinamarquês | Curta-metragem                                              | [ 42 ]        |
| 2008 | The Funeral                          | Daisy                          | Dinamarquês |                                                             | [ 42 ] [ 43 ] |
| 2008 | Anja & Viktor – I medgang og modgang | Regitze                        | Dinamarquês | Título em inglês: Anja & Viktor – In Sickness and in Health | [ 42 ]        |
| 2008 | The Candidate                        | Sarah                          | Dinamarquês |                                                             | [ 42 ]        |
| 2008 | Alliancen                            | Sofie                          | Dinamarquês | Curta-metragem Título em inglês: The Alliance               | [ 42 ] [ 43 ] |
| 2009 | Ved verdens ende                     | Beate                          | Dinamarquês | Título em inglês: At World's End                            | [ 42 ]        |
| 2010 | Truth About Men                      | Girlfriend of the squire's son | Dinamarquês |                                                             | [ 42 ]        |
| 2011 | Love Is in the Air                   | Camilla                        | Dinamarquês | Título Dinamarquês: Magi i luften                           | [ 42 ] [ 43 ] |
| 2011 | Miss Julie                           | Julie                          | Dinamarquês |                                                             | [ 42 ]        |
| 2012 | The Passion of Marie                 | Marie Krøyer                   | Dinamarquês | Título Dinamarquês: Balladen om Marie Krøyer                | [ 44 ]        |
| 2014 | National Theatre Live: Coriolanus    | Virgilia                       | Inglês      |                                                             | [ 45 ]        |
| 2014 | Autómata                             | Rachel Vaucan                  | Inglês      |                                                             | [ 46 ]        |
| 2014 | In Order of Disappearance            | Marit                          | Norueguês   |                                                             | [ 42 ]        |
| 2014 | Someone You Love                     | Julie                          | Dinamarquês | Título Dinamarquês: En du elsker                            | [ 42 ]        |
| 2014 | The Gas Man                          | Mia                            | Dinamarquês | Curta-metragem                                              | [ 47 ]        |
| 2015 | Pitch Perfect 2                      | Kommissar                      | Inglês      |                                                             | [ 48 ]        |
| 2015 | Sommeren '92                         | Minna Vilfort                  | Dinamarquês |                                                             | [ 49 ]        |
| 2017 | 3 Things                             | Camilla                        | Dinamarquês |                                                             | [ 50 ]        |

### Televisão
| Ano(s)          | Título                   | Papel            | Idioma            | Notas                                  | Ref                  |
| --------------- | ------------------------ | ---------------- | ----------------- | -------------------------------------- | -------------------- |
| 2005            | The Eagle                | Nanna            | Dinamarquês       | Episode: "Keres — Del 16"              | [ 51 ] [ 52 ] [ 53 ] |
| 2008            | Maj & Charlie            | Sidse            | Dinamarquês       | 1 episode                              | [ 54 ] [ 53 ]        |
| 2010–2013, 2022 | Borgen                   | Katrine Fønsmark | Dinamarquês       | 38 episodes                            | [ 55 ] [ 56 ]        |
| 2013            | Bluestone 42             | Astrid           | Inglês            | Série 1, Episódio 3                    | [ 57 ]               |
| 2013            | Agatha Christie's Marple | Greta            | Inglês            | Episódio: "Endless Night"              | [ 58 ]               |
| 2014            | Midsomer Murders         | DS Anna Degn     | Inglês            | Episódio: "The Killings of Copenhagen" | [ 59 ]               |
| 2015            | Game of Thrones          | Karsi            | Inglês            | Episódio: "Hardhome"                   | [ 60 ]               |
| 2016            | Vinyl                    | Ingrid           | Inglês            | 10 episódios                           | [ 61 ]               |
| 2017            | Flashback                | Host             | Dinamarquês       |                                        | [ 62 ]               |
| 2018            | Greyzone                 | Victoria Rahbek  | Dinamarquês Sueco | 10 episódios                           | [ 63 ]               |
| 2024            | Twilight of the Gods     | Hervor           | Inglês            | 8 episódios                            | [ 64 ]               |

## Teatro
| Anos(s)   | Título                   | Papel             | Teatro               | Idioma      | Ref           |
| --------- | ------------------------ | ----------------- | -------------------- | ----------- | ------------- |
| 2007      | Mød mig på Cassiopeia    | Frk. Sørensen     | Nørrebros Theater    | Dinamarquês | [ 65 ]        |
| 2007      | Chicago                  | Roxie Hart        | Det Ny Teater        | Dinamarquês | [ 66 ]        |
| 2008      | Chicago                  | Roxie Hart        | Cambridge Theatre    | Inglês      | [ 67 ]        |
| 2008      | Bornholmerrevyen         | Various           | Rønne Theater        | Dinamarquês | [ 68 ]        |
| 2009      | Slutstrand               | Eva               | Mammutteatret        | Dinamarquês | [ 69 ]        |
| 2011      | GNAGS                    | Various           | Black Box Theater    | Dinamarquês | [ 70 ]        |
| 2013–2014 | Coriolanus               | Virgilia          | Donmar Warehouse     | Inglês      | [ 71 ] [ 72 ] |
| 2014      | Umbrellas of Cherbourg   | Geneviève         | Betty Nansen Teatret | Dinamarquês | [ 73 ]        |
| 2016–2017 | Les Liaisons Dangereuses | Madame de Tourvel | Booth Theatre        | Inglês      | [ 74 ] [ 75 ] |
| 2018      | Et Vintereventyr         | Queen Hermione    | Teater Republique    | Dinamarquês | [ 76 ]        |